# Jonesboro (Arkansas)
Pour les articles homonymes, voir Jonesboro.
La ville de Jonesboro est le siège du comté de Craighead, dans l’État de l’Arkansas, aux États-Unis.

## Géographie

### Situation et description
Jonesboro se trouve dans le nord-est de l'Arkansas à une centaine de kilomètres au nord-ouest de Memphis et à environ 200 kilomètres au nord-est de Little Rock, la capitale de l'État.

### Hydrographie et hydrologie
L'Anguille prend sa source près de la ville de Jonesboro.

## Urbanisme

### Voies de communication et transports

#### Transports publics

##### Transport aérien
Jonesboro Municipal Airport (en), un aéroport situé à trois miles à l'est de Jonesboro.

## Histoire

### Époque moderne
Les premiers habitants de la région étaient des Amérindiens Osage, Caddos et Quapaw.

### Époque contemporaine
Le premier habitat permanent de colons européens date de 1815. En 1859, lors de la création du comté de Craighead, la ville fut choisie pour siège et baptisée Jonesborough en l'honneur du sénateur William A. Jones qui avait aidé à la formation du comté. De nombreux incendies ravagèrent la ville durant le XIXe siècle et la courthouse du comté dut être reconstruite plusieurs fois. Après l'arrivée du chemin de fer, Jonesboro devint un centre industriel et commercial régional.
En 1931, une guerre opposant deux églises établies dans la ville força les autorités à intervenir et fit la une du New York Times.
Le 24 mars 1998, deux garçons de onze et treize ans, ouvrant le feu sur la population, tuèrent cinq personnes et firent dix blessés.

## Population et société

### Démographie
Sa population s’élevait à 67 263 habitants lors du recensement de 2010, estimée à 75 866 habitants en 2017, ce qui en fait la cinquième ville de l’État. L’aire métropolitaine de Jonesboro comptait en 2010 121 026 habitants.

#### Évolution du nombre d'habitants
| 1890  | 1900  | 1910  | 1920  | 1930   | 1940   | 1950   | 1960   |
| ----- | ----- | ----- | ----- | ------ | ------ | ------ | ------ |
| 2 065 | 4 508 | 7 123 | 9 384 | 10 326 | 11 729 | 16 310 | 21 418 |

| 1970   | 1980   | 1990   | 2000   | 2010   | - | - | - |
| ------ | ------ | ------ | ------ | ------ | - | - | - |
| 27 050 | 31 530 | 46 534 | 55 515 | 67 263 | - | - | - |

### Enseignement

#### Vie universitaire
Jonesboro abrite l'université d'État de l'Arkansas.

### Sports
Au niveau du sport universitaire, les Red Wolves participent aux compétitions universitaires organisées par la National Collegiate Athletic Association et sont membres de la Sun Belt Conference à l'exception du programme de bowling qui est membre de la Conference USA.

### Médias

#### Chaînes de télévision
- KAIT, affilié au réseau ABC détenue par le groupe Gray Television.

#### Radios
- KASU

## Économie

### Entreprises et secteurs d'activité
De 2008 à 2012, Jonesboro a accueilli une usine de Nordex.

## Culture locale et patrimoine

### Personnalités liées à la ville
- Alan Belcher (1984-), pratiquant professionnel de combat libre ;
- Wes Bentley (1978-), acteur ;
- Rodger Bumpass (1951-), acteur ;
- Matt Cavenaugh (1978-), acteur ;
- Angie Craig (1972-), femme politique membre du Parti démocrate ;
- John Grisham (1955-), romancier ;
- Svetlana Kitova (1960-2015), athlète soviétique ;
- Doug McMillon (1966-), PDG de Walmart ;
- Edward Meeks (1931-2022), acteur ;
- Malik Monk (1998-), joueur de basket-ball ;
- Ben Murphy (1942-), acteur ;
- Billy Lee Riley, (1933-2018), musicien américain ;
- Jeremy Sivits (1979-2022), militaire ;
- John W. Snyder (1895-1985), homme d'affaires et homme politique américain, membre du Parti démocrate ;
- Bobby Lee Trammell (1934-2018), musicien ;
- Crown Prince Waterford (1919-2007), chanteur de rhythm and blues.

## Galerie photographique

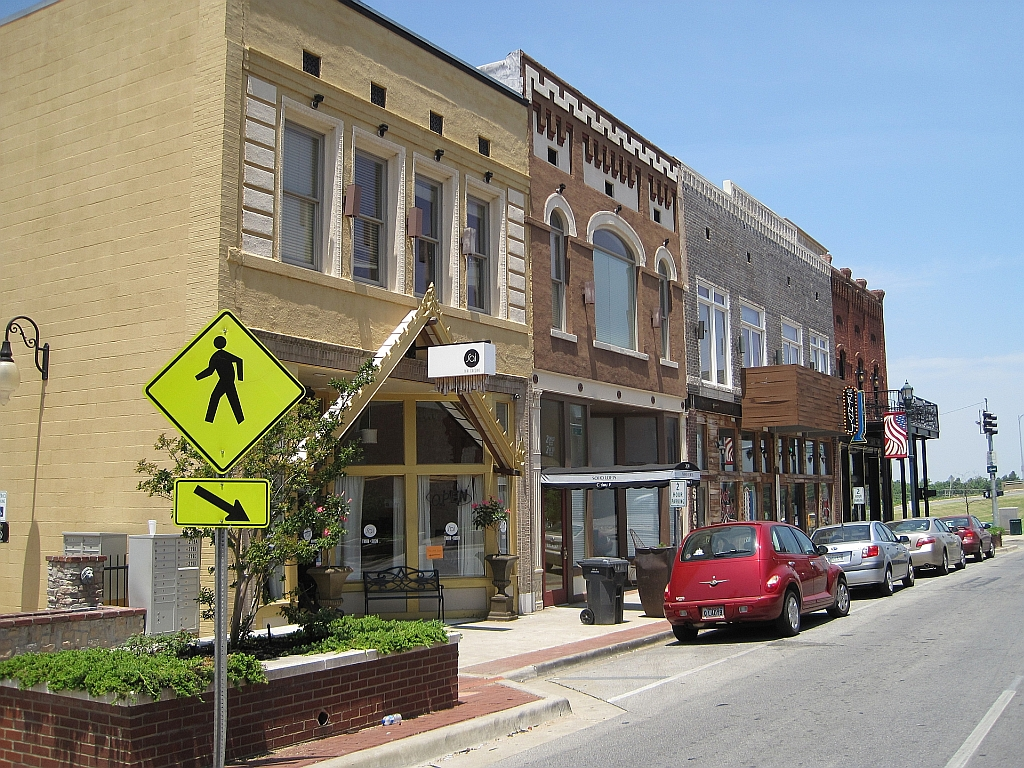
Le centre-ville de Jonesboro.
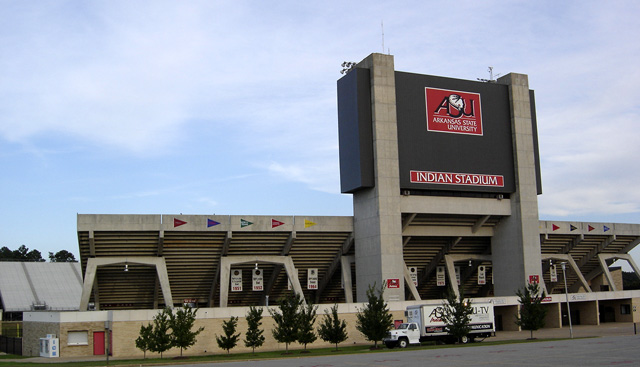
L'Indian Stadium dans l'université d'État de l'Arkansas.